# Gwendal
Gwendal es un grupo instrumental de música bretona y celta formado en 1972.

## Historia
La banda se forma en 1972 por iniciativa de Youenn le Berre y Jean-Marie Renard. El primer álbum no se hizo esperar, y salió a la venta en 1974 con el nombre de Irish Jig. Desde el primer momento se puede apreciar que este grupo cuenta con una gran multiplicidad de influencias, desde la música tradicional irlandesa hasta el rock pasando por el jazz y la música clásica.
El éxito fue rotundo en cuanto a crítica de medios especializados y en cuanto a venta, lo que lleva al grupo a publicar su segundo álbum tan solo un año más tarde con el título de Joe can't reel. En esta obra se produce la primera aparición del violín eléctrico de Bruno Barré, y cuenta con las ilustraciones de Claire Bretécher.
A finales de este año Gwendal incorpora la batería a sus composiciones, con el músico Arnaud Rogers. El tercer LP, Rainy day, contaba con ilustraciones de Enki Bilal. El cuarto trabajo, 4, sale a la venta en 1979 y es el que más cercano está al rock progresivo y al jazz.
A comienzos de los años 80 Gwendal publica su primer disco en directo En Concert, grabado en un concierto dado en el Colegio Mayor Universitario San Juan Evangelista, en Madrid -lo cual denota la buena acogida que tiene la formación gala en España-. La evolución del grupo es tremenda, y en este periodo hay algunos cambios. Jean-Marie Renard deja de lado el apartado musical y se convierte en el mánager del grupo, siendo reemplazado por François Ovide. Además, Paul Fort entra en el combo para hacerse cargo de los sintetizadores, mientras que Robert le Gall toma las riendas del bajo. También el batería es sustituido, por David Rusaouen.
Tras todos estos cambios el sexto disco de Gwendal, Locomo (1983), tiene unos aires algo diferentes. Danse la Musique sigue con esa dinámica, y más aún cuando Robert le Gall se hace cargo del violín. En 1989 publican Glen River, que ofrece unas influencias muy setenteras y que obtiene el premio de la Academia Charles-Cros. En esta época el grupo está formado por Le Berre y Le Gall, junto con otros músicos que van variando.
El próximo disco tardaría seis años en llegar, y Pan Ha Diskan (1995) da un giro radical con la inclusión de instrumentos y ritmos africanos e indios. A partir de aquí Gwendal entra en un periodo de reposo en el que sus miembros darán rienda a proyectos más personales y trabajarán por separado. Sin embargo, el grupo, por su acogida en territorio español, sigue manteniendo cierta actividad. Así pues, en 2003 hay una vuelta a la actividad con la inclusión de Jerome Gueguin (ex- Stone Age), Ludovic Mesnil y Dan Ar Braz que se materializa en 2005 con el LP War Raog.
En 2016 publican  "Live In Getxo" un CD/DVD grabado en directo donde incluyen los temas más emblemáticos del grupo. Producido por Marcos Valles y editado por Actos Management.

## 50 años de legado
En conmemoración del 50 aniversario del lanzamiento del primer disco de Gwendal Irish Jig. Se prevé la publicación de un libro homenaje que recopila fotografías inéditas, anécdotas y la historia visual de la banda. @jmlfoto participa en este proyecto como fotógrafo principal, aportando imágenes exclusivas que reflejan la trayectoria y la evolución escénica del grupo durante las últimas décadas. Además, se están realizando entrevistas con músicos y fans del grupo para complementar este homenaje visual.

## Discografía

### Álbumes de estudio
- Irish Jig (1974)
- Joe Can't Reel (1975)
- Rainy day (À vos désirs) (1977)
- 4 (Les mouettes se battent) (1979)
- Locomo (1983)
- Danse la musique (1985)
- Glen River (1989)
- Pan Ha Diskan (1995)
- War-Raog (2005)

### En vivo
- En concert (1981)
- Live In Getxo (2016)

### Recopilatorios
- Destination Irlande (1993)
- Les Plus Belles Chansons de Gwendal (1994)
- Aventures Celtiques (1998)
- Best of (2013)